# Erchanger I de Suabia
Erchanger (o Erchangar) (ca. 860/880 - 21 de enero de 917) fue duque de Suabia desde septiembre de 915 hasta su muerte. Era hijo de Bertoldo I, conde palatino de Suabia, quien a veces es llamado también Erchanger, en cuyo caso el duque es Erchanger II. Su madre fue Gisela, hija de Luis el Germánico y su familia es conocida como los ahalolfingos.
Originariamente fue un missus dominicus en Suabia. En 911, se alió con el obispo Salomón III de Constanza debido a sus objetivos políticos comunes. Erchanger estaba en aquella época luchando por un poder mayor en Suabia, junto con Burcardo I y Burcardo II. Jugó una parte llamativa en la caída del mayor de los Burcardo, quien fue condenado por alta traición y ejecutado, en 911. Con la caída de los Burcardo, Erchanger y su hermano menor, Bertoldo, fueron los más poderosos condes en la tribu. En 913, Erchanger y el rey Conrado I de Alemania se enemistaron, pero Erchanger casó a su hermana 
Cunegunda, cuyo marido, Luitpoldo acababa de morir, con el rey. Con este matrimonio diplomático, Erchanger se convirtió en el representante del rey en Suabia. Con esto, su alianza con el obispo Salomón se rompió y el obispo de opuso a su ascenso. Viendo que sus ingresos disminuyeron por el obispo, Erchanger apresó a Salomón en 914. Conrado se opuso a esto y liberó al obispo, exiliando a Erchanger.
Erchanger regresó en 915 y combatió a los magiares junto con su sobrino Arnulfo de Baviera y su viejo enemigo Burcardo II. Erchanger y Burcardo entonces se volvieron contra Conrado. Lo derrotaron en la batalla de Wahlwies en el Hegau, Erchanger fue proclamado duque. Sin embargo, en un alto tribunal en Hohenaltheim en septiembre de 916, Erchanger fue condenado a un monasterio por las ofensas contra el rey y el obispo. Fue asesinado por orden del rey el 21 de enero de 917.
| Predecesor: Burcardo I | Duque de Suabia 915-917 | Sucesor: Burcardo II |

- Datos: Q660851